# 罗比·穆勒
罗比·穆勒（荷蘭語：Robby Müller，1940年4月4日—2018年7月4日），荷兰攝影指導，他常与德国导演维姆·文德斯（Ernst Wilhelm "Wim" Wenders）合作。

## 电影作品
穆勒的处女作是《Alabama: 2000 light years》，它也是文德斯的首部电影。后来他们合作了《公路之王》、《巴黎，德州》等片。
穆勒还摄制了一批美国主流及独立电影。他其他的作品包括拉斯·冯·特里尔的《破浪而出》、《黑暗中的舞者》，吉姆·贾木许的《离魂异客》、《不法之徒》、《神秘列车》等等。